# Keith Crossan
 Keith Derek Crossan, né le 29 décembre 1959 à Belfast, est un joueur de rugby à XV qui a évolué avec l'équipe d'Irlande au poste de trois-quarts aile.

## Carrière
Il a disputé son premier test match le 20 février 1982 contre l'équipe d'Écosse. Son dernier test match fut contre l'équipe du pays de Galles le 18 janvier 1992. Il a disputé quatre matches de la Coupe du monde 1987 et trois matches de la Coupe du monde 1991.

## Palmarès
- Vainqueur du Tournoi des Cinq Nations en 1982 et 1985
- Quart de finaliste des Coupes du monde 1987 et 1991

## Statistiques en équipe nationale
- 41 sélections en équipe nationale (et trois non officielles)
- 48 points (12 essais)
- Sélections par années : 1 en 1982, 4 en 1984, 4 en 1985, 3 en 1986, 8 en 1987, 6 en 1988, 3 en 1989, 5 en 1990, 6 en 1991, 1 en 1992
- Tournois des Cinq Nations disputés : 1982, 1984, 1985, 1986, 1987, 1988, 1989, 1990, 1991, 1992